# 第二水俣病

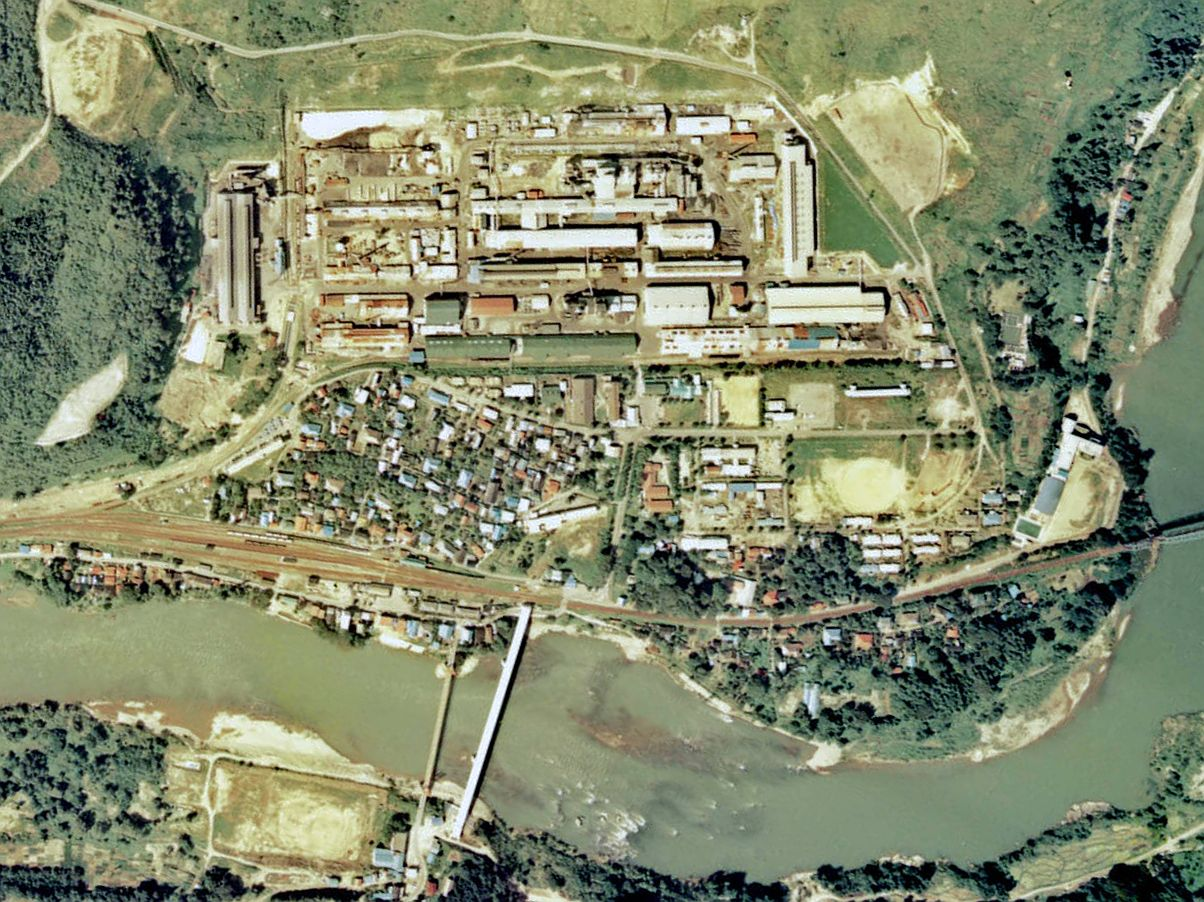
鹿瀬工場周辺

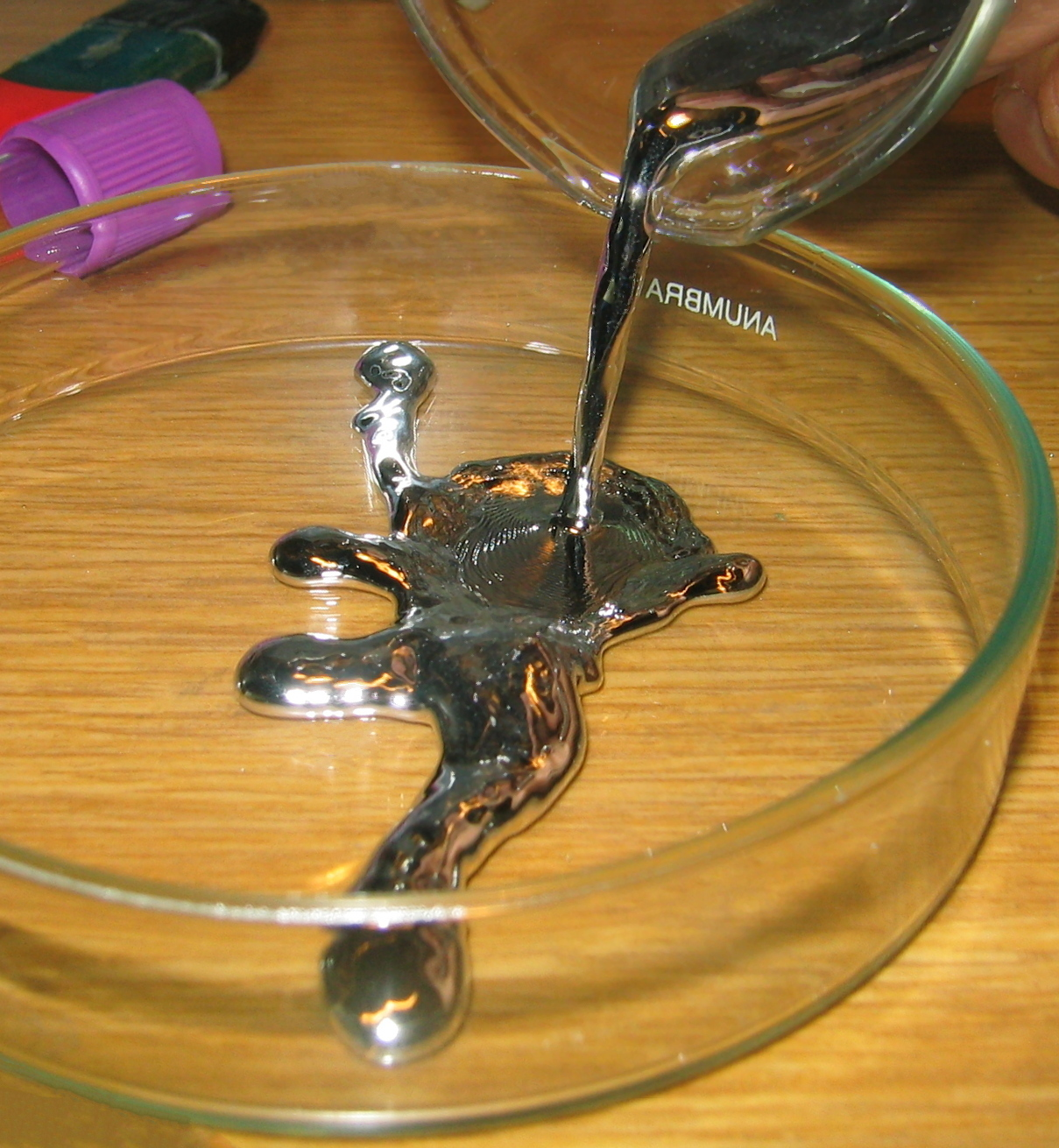
水銀

第二水俣病（だいにみなまたびょう）とは、日本の化学工業会社である昭和電工（現・レゾナック・ホールディングス）の廃液に含まれる有機水銀汚染の食物連鎖で起きた水銀中毒、公害病である。第二次大戦後の日本における高度経済成長期の負の側面である四大公害病の一つであり、1965年（昭和40年）に確認された。
熊本県の水俣病と同様の症状が確認されたためにこの名がある。新潟県阿賀野川下流域で患者が発生した事から「新潟水俣病」や「阿賀野川（有機）水銀中毒」、または「阿賀野川下流流域有機水銀病」とも呼ばれる。四大公害では最も発生は遅かったが、訴訟は最も早く提起された。その後、未認定患者による第二次訴訟、2004年（平成16年）の水俣病関西訴訟最高裁判決を受けて2007年（平成19年）に提起された第三次訴訟と、現在も、主なものだけで3つの裁判が起こされている。

## 原因
| 昭和電工鹿瀬工場のアセトアルデヒド生産量の推移 | 昭和電工鹿瀬工場のアセトアルデヒド生産量の推移 | 昭和電工鹿瀬工場のアセトアルデヒド生産量の推移 | 昭和電工鹿瀬工場のアセトアルデヒド生産量の推移 | 昭和電工鹿瀬工場のアセトアルデヒド生産量の推移 |
| ---------------------------------------------- | ---------------------------------------------- | ---------------------------------------------- | ---------------------------------------------- | ---------------------------------------------- |
| 年                                             |                                                |                                                | 生産量（トン）                                 |                                                |
| 1957年                                         | 1957年                                         |                                                | 6,251                                          | 6,251                                          |
| 1958年                                         | 1958年                                         |                                                | 6,630                                          | 6,630                                          |
| 1959年                                         | 1959年                                         |                                                | 9,143                                          | 9,143                                          |
| 1960年                                         | 1960年                                         |                                                | 11,800                                         | 11,800                                         |
| 1961年                                         | 1961年                                         |                                                | 15,552                                         | 15,552                                         |
| 1962年                                         | 1962年                                         |                                                | 17,734                                         | 17,734                                         |
| 1963年                                         | 1963年                                         |                                                | 19,043                                         | 19,043                                         |
| 1964年                                         | 1964年                                         |                                                | 19,476                                         | 19,476                                         |
| 1965年                                         | 1965年                                         |                                                | 543                                            | 543                                            |

原因物質であるメチル水銀を阿賀野川に排出したのは、新潟県東蒲原郡鹿瀬町（現・阿賀町）に位置していた昭和電工鹿瀬工場であった。
鹿瀬工場はもともと、昭和恐慌の影響により電力会社が余剰電力を抱えていたこともあり、東京電力の前身の1つである東京電燈、東信電気および鈴木商店の共同出資により、阿賀野川第一発電所の発電全量を買い取る契約で昭和肥料鹿瀬工場として1929年（昭和4年）に操業を開始した、カーバイドから肥料用の石灰窒素を生産する工場である。
1936年（昭和11年）、昭和肥料鹿瀬工場に隣接して昭和合成化学工業が設立。昭和肥料からカーバイドの供給を受けてアセチレン・アセトアルデヒドを経て酢酸やその誘導品を合成する工場が操業を開始した。
カーバイドの用途はもともと肥料用が主たるもので、有機合成用は一部を占めるのみであった。しかし石灰窒素肥料は価格が安く企業収益への寄与が限られることと、第二次世界大戦後の消費水準の向上に伴って有機合成用の原料としてのカーバイドの価値が高まったことで、有機合成原料としての利用が増加していくようになった。
1957年（昭和32年）5月、昭和合成化学工業は昭和電工に吸収合併され、「昭和電工鹿瀬工場」となる。
1959年（昭和34年）、鹿瀬工場は石灰窒素の製造を廃止し、以後酢酸誘導品の生産量を増加させていくことになった。しかし、電気化学方式による有機合成化学工業は、第二次世界大戦後に発達した石油化学方式にコスト面で打ち勝つことが難しく、昭和30年代には国策として大規模な石油化を推し進めることになった。
1962年（昭和37年）、昭和電工は日本瓦斯化学工業（現・三菱ガス化学）および三楽オーシャン（現・メルシャン）と共同で徳山石油化学株式会社（昭和電工を経て現・レゾナック徳山事業所）を設立。
1965年（昭和40年）1月、昭和電工はエチレンを直接酸化してアセトアルデヒドを生産する工場を山口県徳山市（現・周南市）に移転。本格稼働が始まることで、同年1月10日、鹿瀬工場でのアセトアルデヒド生産は終了した。
同年1月18日、東京大学助教授（のちに新潟大学教授）の椿忠雄は新潟市の入院患者を診察し、有機水銀中毒症と推量。同年5月31日、椿と植木幸明は「原因不明の水銀中毒患者が阿賀野川下流沿岸部落に散発」と新潟県衛生部（現福祉保健部）に報告。これが「新潟水俣病（第二水俣病）」発生の公式確認とされる。同年6月12日には、患者の発生が公にされた。結果的に発見された時には原因となるアセトアルデヒドの生産とそれに伴うメチル水銀の放出は終了していたことになる。
昭和電工は同年暮れまでにアセトアルデヒド製造プラントを早々と撤去。工場のフローシート（製造工程の図面）を焼却し証拠隠滅を図った。その上で、「水俣病の原因物質は有機水銀である。工場が使っていたのは無機水銀であるから鹿瀬工場の排水が新潟水俣病の原因ではない」と主張した。
メチル水銀は、アセチレンに水を加えてアセトアルデヒドを得る際に、触媒として使用する硫酸第二水銀が変化して副生されるものであった。鹿瀬工場で有機合成用のアセトアルデヒド生産を中心とするようになってから1965年（昭和40年）に閉鎖となるまで、アセトアルデヒドの生産量を急激に増加させ、閉鎖前の3年間には月産平均1500トンに達していた。排水中に含まれるメチル水銀は、生産されるアセトアルデヒド1トンにつき2グラムから20グラム程度で、アセトアルデヒド日産50トンで操業しているとき1日に100グラムから1キログラム程度のメチル水銀が阿賀野川に放流されることになった。
放出されたメチル水銀は、大量の川の水で希釈されたが、生物濃縮により川魚に高い濃度のメチル水銀が溜まっていくことになった。このメチル水銀濃度の高い川魚を漁獲して食べた人が有機水銀中毒の症状を起こすことになった。患者は下流部に多かったが、これはもともと河口付近に漁獲量が多く、市場に出荷できなかった魚を自家用に大量消費していたことが一因で、また熊本の水俣病では患者に男女差があまりなかったのに対して、新潟では底棲性のニゴイを酒肴として男性が愛好したことから、大人の男性に集中して患者が発生するという特徴があった。被害者は阿賀野川下流の新潟市北区松浜（東岸）、東区津島屋（西岸）地域に多くみられた。
原因物質を排出した昭和電工鹿瀬工場はその後、昭和電工の関連会社である新潟昭和がセメント製品を作る工場として操業している。

## 経過
1967年（昭和42年）6月12日、患者3世帯13人が、昭和電工を相手取って総額約5億3000万円の損害賠償を求める訴えを新潟地裁
に起こした。昭和電工側はこれに対し「原因は新潟地震によって川に流出した農薬」と主張した。1964年（昭和39年）に発生した新潟地震により、水銀農薬を保管していた新潟港埠頭倉庫が浸水する被害を受け、そのとき農薬が流出したのではないかと疑われた。しかし当時、新潟県当局は被災した農薬の全量を把握しており、いずれも安全に処理されていたことを確認している。また、農薬として使用されていた水銀はほとんどがフェニル水銀であり、水銀中毒の原因物質となったメチル水銀ではない。さらに、農薬説は第一次訴訟までに被害を訴えていた患者が下流域にしかいなかったことを根拠としていたが、その後、より上流の地域にも患者が発生していたことが明らかになり、全くその主張の根拠を失った。
死亡患者の遺族の一人の法廷証言に「少女はもだえ、苦しみ……犬のように、猛獣のように狂い死にました」とある。
1971年（昭和46年）9月29日、新潟水俣病第1次訴訟で新潟地裁は原告勝訴の判決を下した。企業の過失責任を前提とする損害賠償を認めた画期的な判決となった。
第二水俣病は、熊本水俣病に対しての政府の責任回避ともいうべき対応によって引き起こされたといえる。政府は熊本水俣病が発生した時点で原因の究明を怠り、チッソ水俣工場と同様の生産を行っていた昭和電工鹿瀬工場の操業停止という措置をしなかったからである。熊本水俣病に対して的確な対応をしていたならば新潟水俣病は避けられたはずであると言われている。また昭和電工は証拠隠滅のため都合の悪い資料をすべて破棄したと見られ、事件の全容解明はほぼ不可能とみられる。（発病の詳細なメカニズムは水俣病を参照のこと）
国は、熊本の水俣病と同様、患者の認定基準に厳格さを貫き続けている。
一方新潟県は、2008年（平成20年）3月に取りまとめられた新潟水俣病問題に係る懇談会の最終提言書を受け、国の基準では認定されない患者も救済する方向で、同年10月に「新潟水俣病地域福祉推進条例」を制定。翌2009年（平成21年）4月に施行している。